# Кортино
Кортѝно (на италиански: Cortino, на местен диалект Curtinë, Куртинъ) е село и община в Южна Италия, провинция Терамо, регион Абруцо. Разположено е на 982 m надморска височина. Населението на общината е 709 души (към 2010 г.).